# Eversmannia sarytavica
Eversmannia sarytavica är en ärtväxtart. Eversmannia sarytavica ingår i släktet Eversmannia och familjen ärtväxter. Inga underarter finns listade i Catalogue of Life.